# Girolamo di Benvenuto
Girolamo di Benvenuto (né en 1470 à Sienne, en Toscane - mort en 1525 dans la même ville)  est un peintre italien de l'école siennoise, un des rares du XVe et du début du XVIe siècle. Girolamo di Benvenuto est estimé pour la pureté de son dessin. Sa production d'œuvres profanes semble assez importante surtout dans le domaine des "disques de naissance.

## Biographie
Girolamo di Benvenuto est le fils de Benvenuto di Giovanni, peintre de Sienne, qui fut son professeur. Le travail collectif dans l'atelier lui donna assez de maîtrise pour réaliser sa première œuvre personnelle, en 1498. Intitulée La Résurrection de Marie, elle se trouve au musée de Montalcino.
Girolamo fait partie de l'école de peinture siennoise traditionnelle avec ses contemporains Giacomo Pacchiarotti, Bernardino Fungai et Pinturicchio. Un de ses tableaux les plus célèbres est le retable de la Madonna sur la neige, peint en 1508, qui se trouve au Musée de Sienne. 
Girolamo di Benvenuto, au cours de sa carrière, est passé de la peinture religieuse aux thèmes mythologiques et profanes. Sont à retenir le Jugement de Paris (vers 1500), au Musée du Louvre, le Portrait d'une jeune femme (vers 1508), à la National Gallery of Art de Washington. 
Il est aussi l'auteur d'une vaste fresque ornant l'arc triomphant de l'Hôpital Santa Maria della Scala à Sienne. Elle représente le départ d'Avignon et l'arrivée à Rome de Grégoire XI.

## Œuvres
- La mort de sainte Catherine de Sienne.
- La Vierge et l'Enfant entre saint Bernardin et sainte Catherine de Sienne.
- Saint Jérôme dans le désert.
- Le Jugement de Pâris.
- L'Adoration de l'Enfant avec saint Jérôme et saint François.
- Vénus et Cupidon.
- Sainte Catherine de Sienne exorcisant une femme possédée par le démon, 1500, Denver Art Museum[2]
- Hercule à la croisée des chemins, v. 1500, bois, 57 cm de diamètre, Ca' d'Oro, Venise. Réalisé à l'occasion du mariage des familles Vieri et Tancredi dont les armes sont représentées au verso[3].
- Grégoire XI à cheval[4], v. 1446, fresque, Santa-Maria della Scala à Sienne

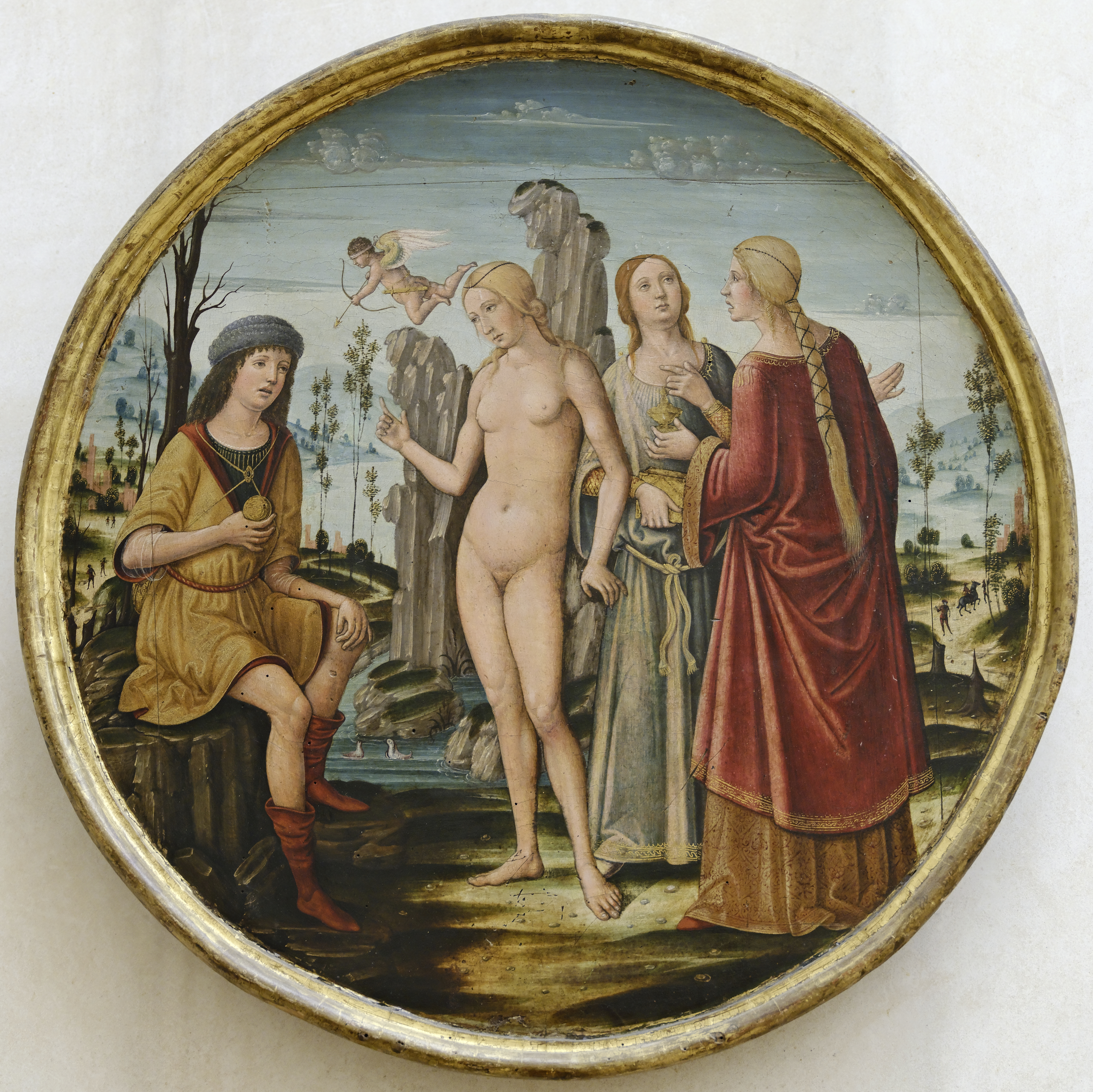
Le Jugement de Pâris,  musée du Louvre
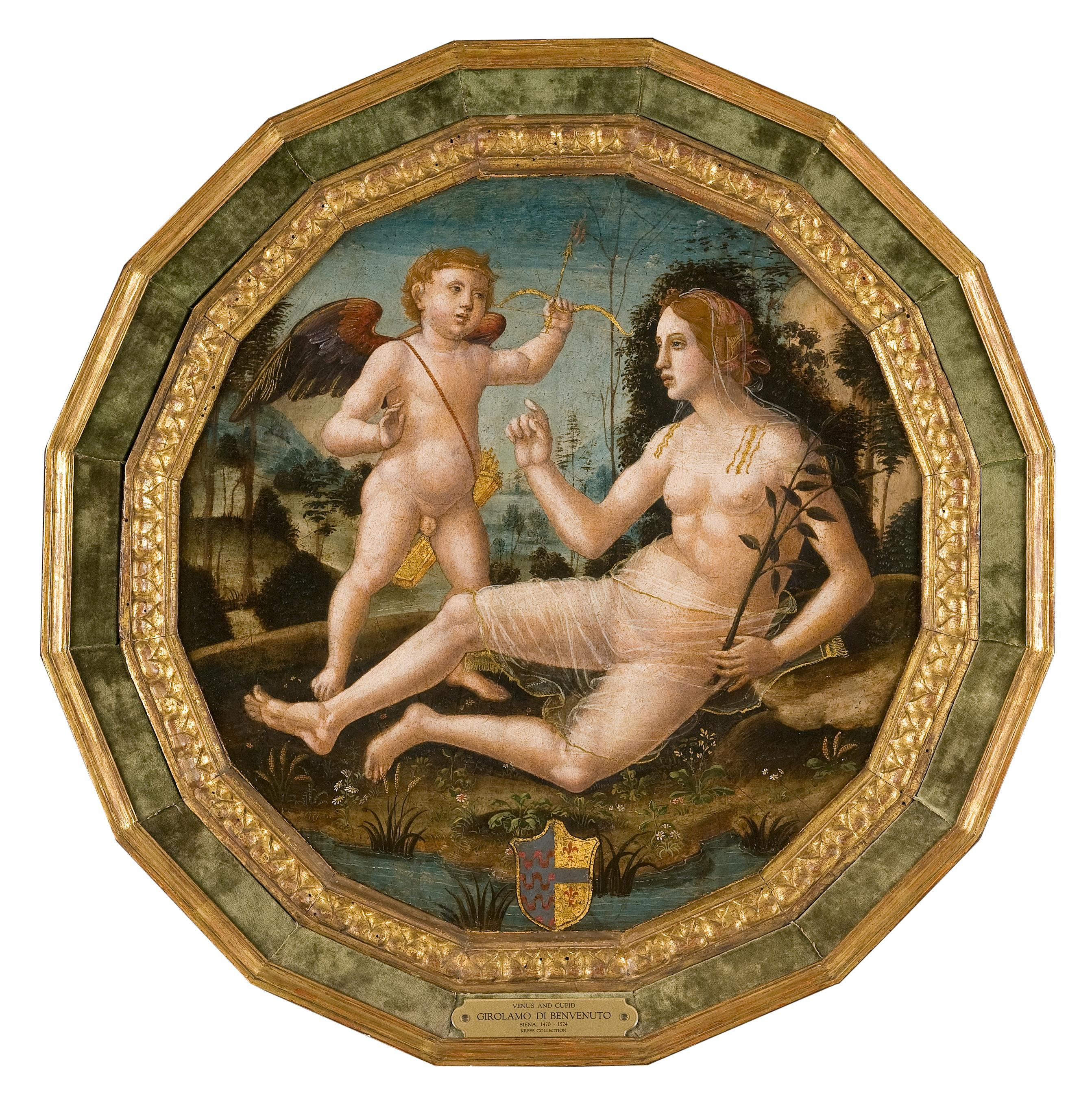
Vénus et Cupidon, musée d'Art de Denver
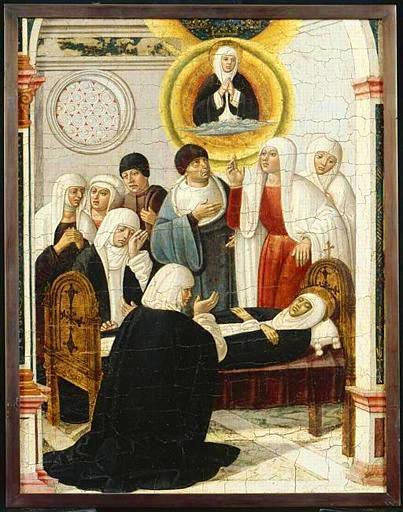
Mort de Catherine de Sienne, musée du Petit Palais, Avignon
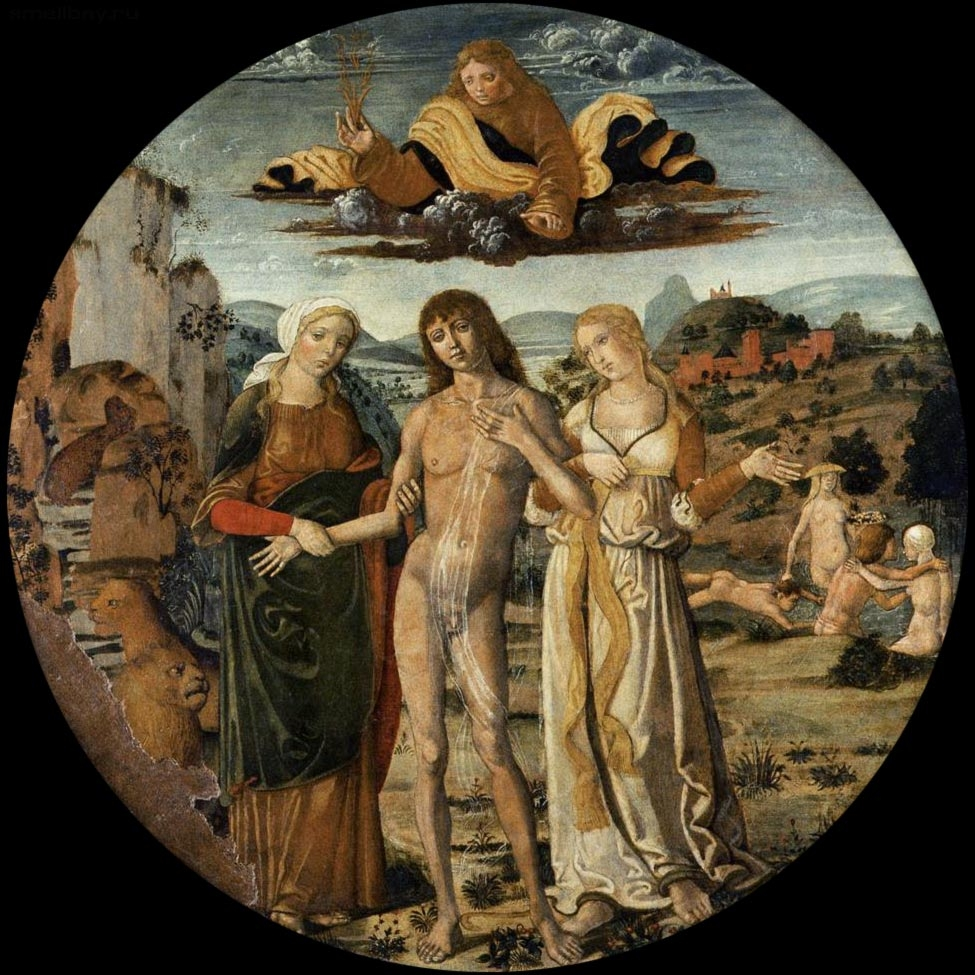
Hercule à la croisée des chemins, Ca' d'Oro, Venise